# George Vass
George T. Vass  (* 1. April 1928 in Budapest; † 28. Juli 2013 in Innsbruck) war ein ungarischer römisch-katholischer Theologe und Geistlicher.

## Leben
Nach der Matura 1946 trat er in den Jesuitenorden ein und begann mit dem Philosophiestudium in Szeged. Im März 1949 kam er als Flüchtling nach Österreich. Zwei Studiensemestern in Innsbruck folgten Ausbildungszeiten in Chieri und Löwen. Nach ordensinterner Tätigkeit in St. Blasien wurde er 1954 nach England geschickt. Dort erwarb er in Oxford das Lizentiat, anschließend 1961 in Rom das Doktorat der Theologie. Danach lehrte er am Heythrop College Philosophie und Theologie. 1976 wurde er Professor für Dogmatik an der Universität Innsbruck. Im Oktober 1996 wurde er emeritiert.